# Färöische Fußballmeisterschaft 2012
Die Färöische Fußballmeisterschaft 2012 war die 70. Saison der höchsten färöischen Fußballliga. Nach dem Ausstieg des Hauptsponsors Vodafone firmierte die Liga nicht mehr unter dem Namen Vodafonedeildin. Als neuer Sponsor wurde am 27. Februar 2012 das Energieunternehmen Effo bekanntgegeben, so dass die Liga seit dieser Saison den Namen Effodeildin trägt. Sie startete am 24. März 2012 mit dem Spiel von B36 Tórshavn gegen FC Suðuroy und endete am 6. Oktober 2012.
Die Aufsteiger FC Suðuroy und TB Tvøroyri kehrten nach einem beziehungsweise sechs Jahren in die höchste Spielklasse zurück. Meister wurde EB/Streymur, die den Titel somit zum zweiten Mal erringen konnten. Titelverteidiger B36 Tórshavn landete auf dem sechsten Platz. Absteigen mussten hingegen B68 Toftir sowie FC Suðuroy nach fünf beziehungsweise einem Jahr Erstklassigkeit.
Im Vergleich zur Vorsaison verschlechterte sich die Torquote auf 3,05 pro Spiel, was den niedrigsten Schnitt seit 2008 bedeutete. Die höchsten Siege erzielten KÍ Klaksvík beim 7:1 im Heimspiel gegen FC Suðuroy am letzten Spieltag, was zugleich das torreichste Spiel darstellte, sowie ÍF Fuglafjørður im Auswärtsspiel am neunten Spieltag und HB Tórshavn im Heimspiel am 13. Spieltag jeweils mit einem 6:0 gegen FC Suðuroy.

## Modus
In der Effodeildin spielte jede Mannschaft an 27 Spieltagen jeweils drei Mal gegeneinander. Aufgrund der Vorjahresplatzierung trugen B36 Tórshavn, EB/Streymur, Víkingur Gøta, NSÍ Runavík und KÍ Klaksvík ein zusätzliches Heimspiel aus. Die punktbeste Mannschaft zu Saisonende stand als Meister dieser Liga fest, die letzten beiden Mannschaften stiegen in die 1. Deild, die färöische Zweitklassigkeit, ab.

## Saisonverlauf

### Meisterschaftsentscheidung
Víkingur Gøta gewann als einzige Mannschaft die ersten drei Spiele und setzte sich somit an die Spitze der Tabelle. Der erste Punktverlust folgte am Spieltag darauf beim 1:1-Unentschieden im Auswärtsspiel gegen HB Tórshavn. Somit lag nun B36 Tórshavn vor den punktgleichen Mannschaften von ÍF Fuglafjørður und Víkingur auf Platz eins. Schon am nächsten Spieltag konnte Víkingur durch einen 2:1-Auswärtssieg gegen ÍF die Führung zurückerobern, da B36 zu Hause mit 1:2 gegen EB/Streymur verlor. Die Spitzenposition behauptete  Víkingur Gøta bis zum neunten Spieltag, nach nur einem Punkt aus drei Spielen zog jedoch EB/Streymur am zehnten Spieltag erstmals vorbei. Diese verloren ihr einziges Spiel am zweiten Spieltag mit 1:2 bei Víkingur. Nach nur einem Sieg für EB/Streymur zwischen dem 13. und 16. Spieltag stand KÍ Klaksvík auf dem ersten Platz, musste diesen nach einer 1:3-Heimniederlage im direkten Duell gegen EB/Streymur am 18. Spieltag jedoch wieder abgeben. Diese wiederum verloren bis zum Saisonende kein Spiel mehr. Dennoch zog ÍF Fuglafjørður am 24. Spieltag an Punkten gleich und besaß nach dem 1:1 von EB/Streymur gegen KÍ auch die bessere Tordifferenz. Da jedoch ÍF am nächsten Spieltag nicht über ein 0:0 im Auswärtsspiel gegen B68 Toftir hinauskam, vergrößerte EB/Streymur durch den 3:2-Auswärtssieg gegen Víkingur Gøta den Abstand auf zwei Punkte. Der letzte Spieltag brachte die Entscheidung um die Meisterschaft, die EB/Streymur durch den 3:2-Sieg im Heimspiel gegen NSÍ Runavík für sich entscheiden konnte, während ÍF Fuglafjørður nur 0:0 gegen HB Tórshavn spielte.

### Abstiegskampf
FC Suðuroy zierte ab dem fünften Spieltag das Tabellenende und sollte diese Position bis zum Saisonende auch nicht mehr verlassen. Erst am siebten Spieltag gelang das erste Tor, der erste Sieg ließ bis zum 21. Spieltag auf sich warten, als TB Tvøroyri mit 1:0 auf heimischen Platz besiegt wurde. Der Abstieg stand schließlich nach der 1:3-Auswärtsniederlage gegen B36 Tórshavn am 24. Spieltag fest.
B68 Toftir belegte an den ersten drei Spieltagen den letzten Platz, danach folgten drei Siege und der Sprung auf Platz sechs. Bis zum 14. Spieltag musste jedoch auf den nächsten Sieg gewartet werden, so dass ab dem zwölften Spieltag der vorletzte Platz belegt wurde. Erst am 17. Spieltag gelang nach acht Punkten aus vier Spielen der Sprung von den Abstiegsplätzen, auf denen sich nun TB Tvøroyri befand. Diese standen dort auch schon an den ersten fünf Spieltagen und mussten bis zum sechsten Spieltag und dem 1:0 im Heimspiel gegen ÍF Fuglafjørður auf den ersten Sieg warten. Weitere Erfolge ließen die Mannschaft bis auf den siebten Platz klettern, ab dem 16. Spieltag folgte jedoch durch drei Niederlagen in Folge der Absturz. Weder TB noch B68 gelang nach dem 16. Spieltag ein weiterer Sieg, doch durch ein weiteres Unentschieden erreichte TB am 23. Spieltag den Platztausch. Nachdem am 25. Spieltag NSÍ Runavík zu Hause mit 0:1 gegen TB verloren hatte, betrug der Abstand vor dem letzten Spieltag gegenüber B68 drei Punkte bei einer um sechs Tore besseren Tordifferenz. Da beide Mannschaften jedoch am letzten Spieltag aufeinandertrafen, hätte B68 mit vier Toren Unterschied gewinnen müssen, da TB in der laufenden Saison die höhere Anzahl an Toren erzielte. TB Tvøroyri ging in der zweiten Halbzeit in Führung, welche B68 Toftir durch zwei Tore drehen konnte. In den Schlussminuten erhöhte B68 sogar auf 4:1 und zog sowohl an Punkten als auch bei der Tordifferenz gleich. Da TB jedoch immer noch die höhere Anzahl an geschossenen Toren besaß und B68 kein weiteres Tor gelang, behielten beide Mannschaften ihre Positionen.

## Vereine
In Klammern sind bei mehreren aufgeführten Stadien die Anzahl der dort ausgetragenen Spiele angegeben.
| Mannschaft      | Stadion              | Spielort     |
| --------------- | -------------------- | ------------ |
| B36 Tórshavn    | Gundadalur           | Tórshavn     |
| B68 Toftir      | Svangaskarð (12)     | Toftir       |
| B68 Toftir      | Tofta Leikvøllur (1) | Toftir       |
| EB/Streymur     | Við Margáir          | Streymnes    |
| FC Suðuroy      | Á Eiðinum            | Vágur        |
| HB Tórshavn     | Gundadalur           | Tórshavn     |
| ÍF Fuglafjørður | Í Fløtugerði         | Fuglafjørður |
| KÍ Klaksvík     | Við Djúpumýrar       | Klaksvík     |
| NSÍ Runavík     | Við Løkin            | Runavík      |
| TB Tvøroyri     | Á Eiðinum (2)        | Vágur        |
| TB Tvøroyri     | við Stórá (11)       | Trongisvágur |
| Víkingur Gøta   | Sarpugerði (12)      | Norðragøta   |
| Víkingur Gøta   | Í Fløtugerði (2)     | Fuglafjørður |

## Abschlusstabelle
| Pl. | Verein           | Sp. | S  | U | N  | Tore    | Diff. | Punkte |
| --- | ---------------- | --- | -- | - | -- | ------- | ----- | ------ |
| 1.  | EB/Streymur (P)  | 27  | 17 | 7 | 3  | 050:270 | +23   | 58     |
| 2.  | ÍF Fuglafjørður  | 27  | 16 | 6 | 5  | 055:230 | +32   | 54     |
| 3.  | HB Tórshavn      | 27  | 13 | 6 | 8  | 056:340 | +22   | 45     |
| 4.  | KÍ Klaksvík      | 27  | 13 | 6 | 8  | 059:440 | +15   | 45     |
| 5.  | Víkingur Gøta 1  | 27  | 12 | 9 | 6  | 043:350 | +8    | 45     |
| 6.  | B36 Tórshavn (M) | 27  | 10 | 8 | 9  | 042:360 | +6    | 38     |
| 7.  | NSÍ Runavík      | 27  | 9  | 4 | 14 | 038:420 | −4    | 31     |
| 8.  | TB Tvøroyri (N)  | 27  | 5  | 9 | 13 | 030:500 | −20   | 24     |
| 9.  | B68 Toftir       | 27  | 6  | 6 | 15 | 023:430 | −20   | 24     |
| 10. | FC Suðuroy (N)   | 27  | 2  | 3 | 22 | 016:780 | −62   | 09     |

Platzierungskriterien: 1. Punkte – 2. Tordifferenz – 3. geschossene Tore

| (M) | Meister 2011                     |
| (P) | Pokalsieger 2011                 |
| (N) | Aufsteiger aus der 1. Deild 2011 |

## Kreuztabelle
| 2012/13         | B36 Tórshavn | B36 Tórshavn | B68 Toftir | B68 Toftir | EB/Streymur | EB/Streymur | FC Suðuroy | FC Suðuroy | HB Tórshavn | HB Tórshavn | ÍF Fuglafjørður | ÍF Fuglafjørður | KÍ Klaksvík | KÍ Klaksvík | NSÍ Runavík | NSÍ Runavík | TB Tvøroyri | TB Tvøroyri | Víkingur Gøta | Víkingur Gøta |
| --------------- | ------------ | ------------ | ---------- | ---------- | ----------- | ----------- | ---------- | ---------- | ----------- | ----------- | --------------- | --------------- | ----------- | ----------- | ----------- | ----------- | ----------- | ----------- | ------------- | ------------- |
| B36 Tórshavn    |              |              | 1:2        | 1:0        | 1:2         | 1:4         | 1:0        | 3:1        | 1:0         | –           | 1:1             | 0:2             | 2:3         | –           | 5:1         | –           | 2:2         | –           | 3:0           | 1:1           |
| B68 Toftir      | 1:1          | –            |            |            | 1:2         | 0:1         | 2:0        | –          | 1:2         | –           | 0:2             | 0:0             | 0:2         | 1:3         | 3:2         | 1:1         | 1:1         | –           | 1:1           | –             |
| EB/Streymur     | 1:1          | –            | 0:0        | –          |             |             | 3:0        | 4:2        | 2:2         | 3:2         | 2:1             | –               | 1:1         | 1:1         | 1:0         | 3:2         | 1:1         | 3:2         | 0:1           | –             |
| FC Suðuroy      | 0:2          | –            | 0:1        | 2:1        | 0:2         | –           |            |            | 0:1         | 0:4         | 0:6             | 1:4             | 1:4         | –           | 0:2         | –           | 1:1         | 1:0         | 1:1           | –             |
| HB Tórshavn     | 2:1          | 2:0          | 4:0        | 4:0        | 0:1         | –           | 6:0        | –          |             |             | 1:4             | –               | 5:0         | –           | 2:4         | –           | 4:1         | 3:1         | 1:1           | 0:0           |
| ÍF Fuglafjørður | 1:1          | –            | 2:0        | –          | 1:2         | 1:1         | 3:2        | –          | 2:0         | 0:0         |                 |                 | 2:0         | 5:2         | 2:1         | 3:1         | 1:1         | –           | 1:2           | –             |
| KÍ Klaksvík     | 0:2          | 3:4          | 3:0        | –          | 1:3         | –           | 5:1        | 7:1        | 1:1         | 1:2         | 1:0             | –               |             |             | 3:2         | 2:1         | 0:0         | 1:1         | 3:3           | –             |
| NSÍ Runavík     | 3:1          | 0:0          | 0:2        | –          | 1:0         | –           | 0:0        | 5:1        | 2:4         | 2:0         | 1:2             | –               | 0:2         | –           |             |             | 2:0         | 0:1         | 0:2           | 1:0           |
| TB Tvøroyri     | 1:4          | 0:0          | 3:1        | 1:4        | 0:3         | –           | 3:0        | –          | 4:2         | –           | 1:0             | 1:2             | 1:6         | –           | 1:3         | –           |             |             | 0:2           | 2:2           |
| Víkingur Gøta   | 3:2          | –            | 2:0        | 2:0        | 2:1         | 2:3         | 4:0        | 3:1        | 2:2         | –           | 1:4             | 0:3             | 0:1         | 4:3         | 1:1         | –           | 1:0         | –           |               |               |

## Torschützenliste
Bei gleicher Anzahl von Treffern sind die Spieler nach dem Nachnamen alphabetisch geordnet.
| Pl. | Name                    | Team            | Tore |
| --- | ----------------------- | --------------- | ---- |
| 1.  | Páll Klettskarð         | KÍ Klaksvík     | 22   |
| 1.  | Clayton Nascimento      | ÍF Fuglafjørður | 22   |
| 3.  | Arnbjørn Theodor Hansen | EB/Streymur     | 16   |
| 4.  | Klæmint Olsen           | NSÍ Runavík     | 14   |
| 5.  | Christian Mouritsen     | HB Tórshavn     | 12   |
| 6.  | Kaj Leo í Bartalsstovu  | Víkingur Gøta   | 12   |
| 7.  | Andy Olsen              | KÍ Klaksvík     | 09   |
| 8.  | Fróði Benjaminsen       | HB Tórshavn     | 08   |
| 8.  | Łukasz Cieślewicz       | B36 Tórshavn    | 08   |
| 8.  | Hjartvard Hansen        | Víkingur Gøta   | 08   |
| 8.  | Leif Niclasen           | EB/Streymur     | 08   |
| 8.  | Símun Eiler Samuelsen   | HB Tórshavn     | 08   |

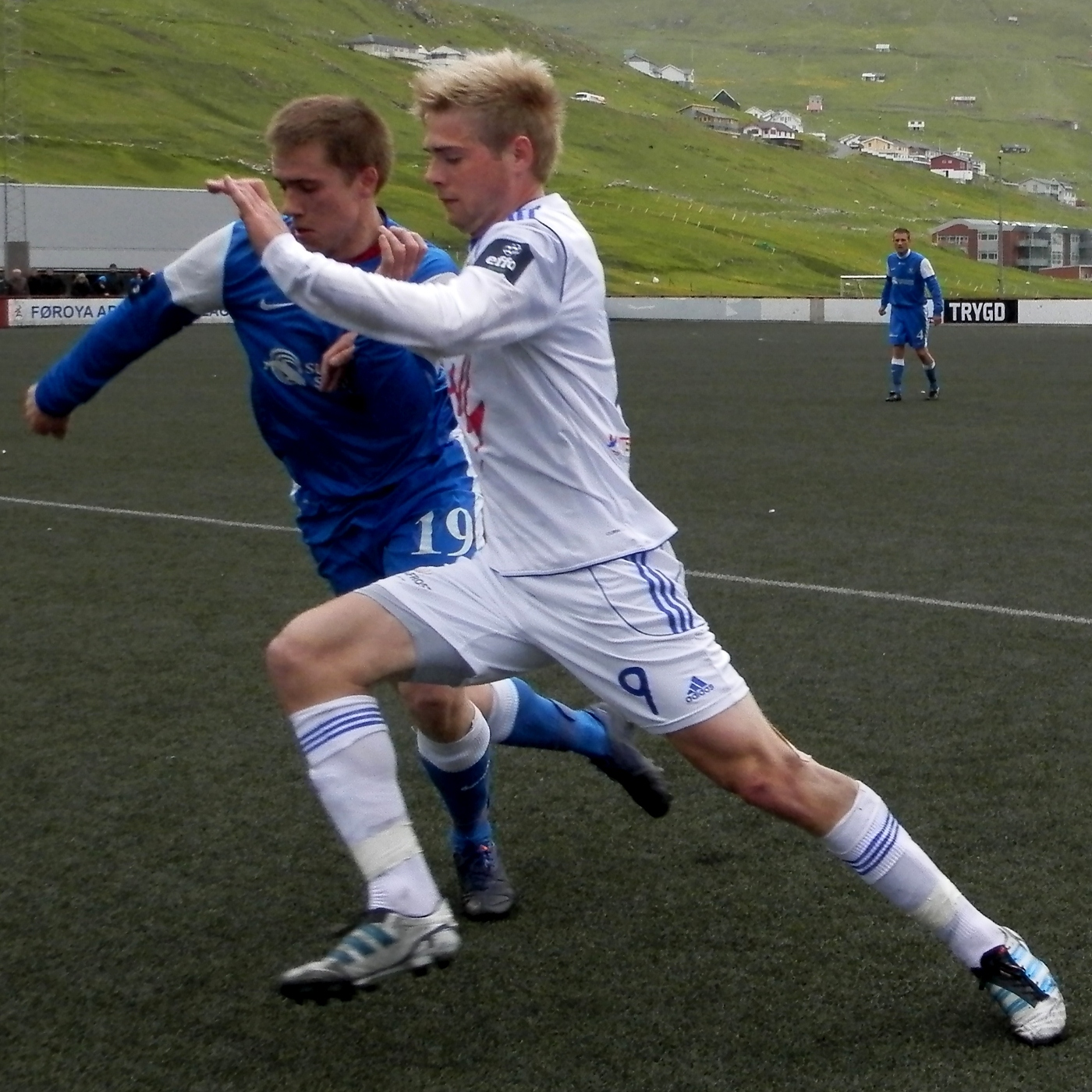
Torschützenkönig Páll A. Klettskarð im Vordergrund.

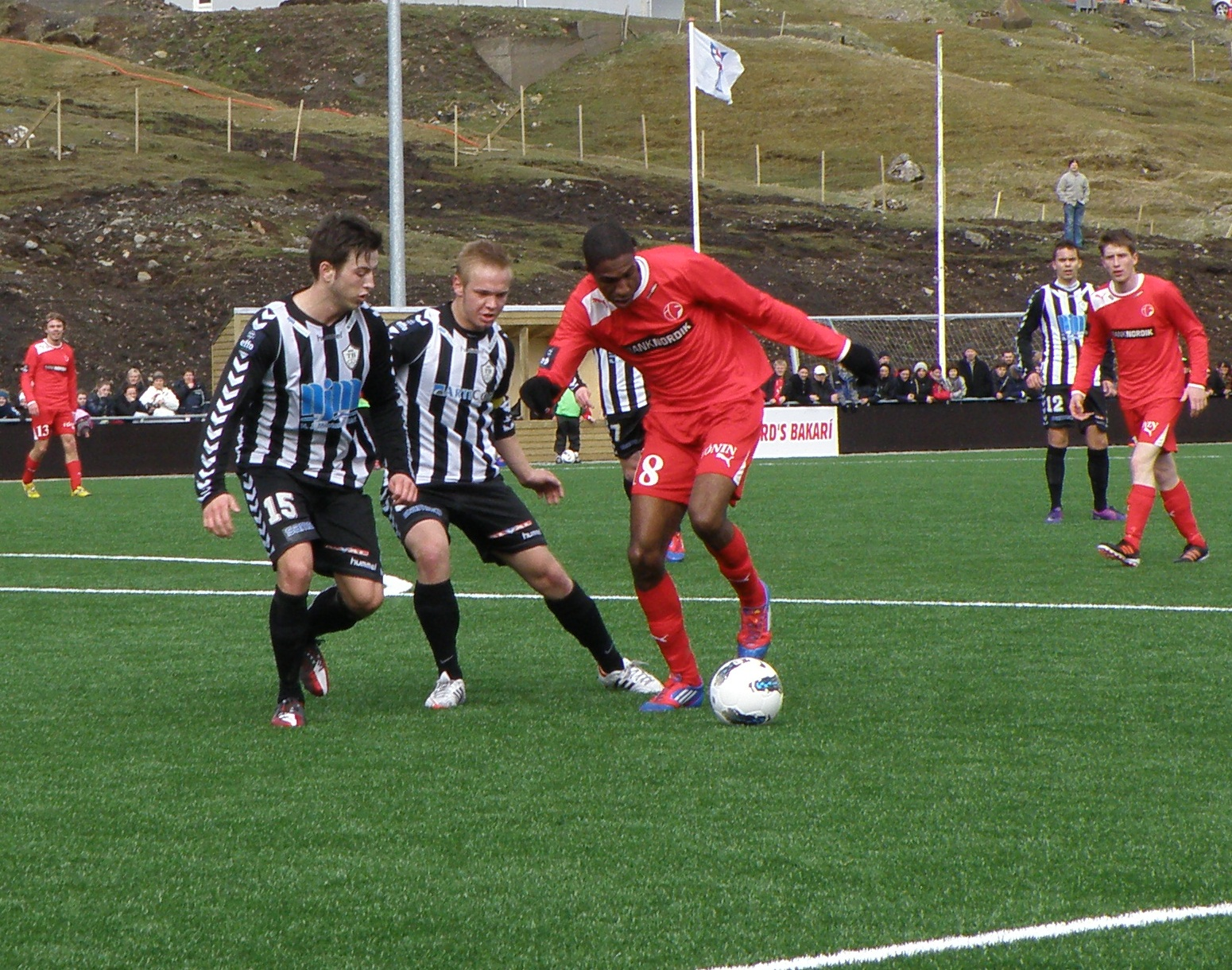
Torschützenkönig Clayton Nascimento am Ball.

Clayton Nascimento gewann nach 1977, 1980, 1986, 1989 und 2007 als sechster Ausländer den Titel des Torschützenkönigs.

## Trainer
| Mannschaft      | Trainer                | Spieltage |
| --------------- | ---------------------- | --------- |
| B36 Tórshavn    | Mikkjal Thomassen      | 01–27     |
| B68 Toftir      | Pauli Poulsen          | 01–23     |
| B68 Toftir      | Bill Mc. Leod Jacobsen | 24–27     |
| EB/Streymur     | Heðin Askham           | 01–27     |
| FC Suðuroy      | Pól F. Joensen         | 01–09     |
| FC Suðuroy      | Tórður Holm            | 10        |
| FC Suðuroy      | Sasa Kolman            | 11–27     |
| HB Tórshavn     | Sigfríður Clementsen   | 01–27     |
| ÍF Fuglafjørður | Flemming Christensen   | 01–27     |
| KÍ Klaksvík     | Páll Guðlaugsson       | 01–27     |
| NSÍ Runavík     | Kári Reynheim          | 01–27     |
| TB Tvøroyri     | Milan Kuljic           | 01–27     |
| Víkingur Gøta   | Jógvan Martin Olsen    | 01–27     |

Während der Saison gab es bei zwei Mannschaften Trainerwechsel. Beide Teams behielten jedoch jeweils ihre Tabellenplatzierung.

## Schiedsrichter
Folgende Schiedsrichter, darunter auch jeweils einer aus Dänemark, Finnland, Norwegen und Schweden, leiteten die 135 Erstligaspiele:
| Name                     | Stammverein   | Spiele |
| ------------------------ | ------------- | ------ |
| Ransin Napoleon Djurhuus | HB Tórshavn   | 20     |
| Eiler Rasmussen          | Skála ÍF      | 20     |
| Lars Müller              | Royn Hvalba   | 19     |
| Petur Reinert            | Víkingur Gøta | 17     |
| Dagfinn Forná            | NSÍ Runavík   | 16     |
| Rúni Gaardbo             | B68 Toftir    | 15     |
| Alex Troleis             | B68 Toftir    | 11     |
| Rói Jacobsen             | FC Hoyvík     | 09     |
| Páll Augustinussen       | FC Suðuroy    | 03     |
| Dragan Banjac            | –             | 01     |
| Juha-Matti Kanniainen    | –             | 01     |
| Morten Krogh             | –             | 01     |
| Georg Nolsøe Rasmussen   | B36 Tórshavn  | 01     |
| Kai Erik Steen           | –             | 01     |

## Die Meistermannschaft
In Klammern sind die Anzahl der Einsätze sowie die dabei erzielten Tore genannt.
| 1. | EB/Streymur |
|    | Sorin Anghel (25/2) \| Egil á Bø (17/5) \| Arnar Dam (18/1) \| Gestur Dam (1/0) \| Niels Pauli Danielsen (25/1) \| Marni Djurhuus (27/1) \| Jónhard Frederiksberg (27/0) \| Arnbjørn Theodor Hansen (24/16) \| Gert Hansen (25/4) \| Jóhannes Hansen (4/0) \| Pauli Hansen (18/0) \| Levi Hanssen (24/3) \| Pætur Jacobsen (16/2) \| Leif Niclasen (27/8) \| Árni Olsen (13/0) \| Brian Olsen (9/0) \| Poul G. Olsen (1/0) \| Hans Pauli Samuelsen (25/6) \| René Tórgarð (27/0) ohne Einsatz: Ólavur F. Ejdesgaard \| Allan Hansen \| Jákup Andrias Hansen - Trainer: Heðin Askham |

## Auszeichnungen
Nach dem Saisonende gaben die Kapitäne und Trainer der zehn Ligateilnehmer sowie Pressemitglieder ihre Stimmen zur Wahl der folgenden Auszeichnungen ab:
- Spieler des Jahres: Clayton Nascimento (ÍF Fuglafjørður)
- Torhüter des Jahres: Jákup Mikkelsen (ÍF Fuglafjørður)
- Abwehrspieler des Jahres: Marni Djurhuus (EB/Streymur)
- Mittelfeldspieler des Jahres: Hallur Hansson (HB Tórshavn)
- Stürmer des Jahres: Clayton Nascimento (ÍF Fuglafjørður)
- Trainer des Jahres: Flemming Christensen (ÍF Fuglafjørður)
- Nachwuchsspieler des Jahres: Páll A. Klettskarð (KÍ Klaksvík)

Zusätzlich wurde folgende Elf des Jahres gewählt:
Tor: Jákup Mikkelsen (ÍF Fuglafjørður)
Abwehr: Bárður Hansen (Víkingur Gøta), Marni Djurhuus (EB/Streymur), Bartal Eliasen (ÍF Fuglafjørður), Jan Ellingsgaard (ÍF Fuglafjørður)
Mittelfeld: Kaj Leo í Bartalsstovu (Víkingur Gøta), Hallur Hansson (HB Tórshavn), Høgni Madsen (ÍF Fuglafjørður), Símun Eiler Samuelsen (HB Tórshavn)
Sturm: Clayton Nascimento (ÍF Fuglafjørður), Arnbjørn Theodor Hansen (EB/Streymur)

## Nationaler Pokal
Im Landespokal gewann Víkingur Gøta mit 5:4 im Elfmeterschießen gegen Meister EB/Streymur.

## Europapokal
2012/13 spielte B36 Tórshavn als Meister des Vorjahres in der 1. Qualifikationsrunde zur Champions League gegen Linfield FC (Nordirland). Nachdem sowohl das Hin- als auch das Rückspiel 0:0 in der regulären Spielzeit ausgegangen waren, wurde das Elfmeterschießen mit 3:4 verloren.
Víkingur Gøta spielte in der 1. Qualifikationsrunde zur UEFA Europa League gegen FK Homel (Weißrussland) und schied mit 0:6 und 0:4 aus.
NSÍ Runavík spielte ebenfalls in der 1. Qualifikationsrunde zur UEFA Europa League gegen FC Differdingen 03 (Luxemburg) und verlor beide Spiele jeweils mit 0:3.
EB/Streymur spielte als Pokalsieger des Vorjahres in der 1. Qualifikationsrunde zur UEFA Europa League gegen Gandsassar Kapan (Armenien). Nachdem das Heimspiel mit 3:1 gewonnen wurde, unterlag EB/Streymur im Rückspiel mit 0:2 und schied aufgrund der Auswärtstorregel aus.